# Giovane Guardia
Giovane Guardia (Молодая гвардия) è la sezione giovanile del partito Russia Unita.

## Storia
Fondato nel 2005, il movimento prende il nome dal movimento di Resistenza sovietico antifascista Giovane Guardia, attivo in URSS durante la Seconda guerra mondiale. La Giovane Guardia dichiara 83 sezioni regionali in tutta la Russia, dall'exclave baltica dell'oblast' di Kaliningrad a Vladivostok.
La Giovane Guardia è stata fondata con l'obiettivo avvicinare la gioventù russa alle attività sociali e politiche del paese attraverso numerosi progetti di volontariato. Dichiara di avere 160.000 membri in tutto il paese. I presidenti del consiglio di coordinazione sono Alena Aršinova e Timur Prokopenko.
Nel dicembre 2010 Anna Chapman è stata nominata membro del consiglio del movimento.